# 深見城
深見城（ふかみじょう）は、神奈川県大和市深見字城ヶ岡にあった日本の城。

## 概要
大和市の北東、横浜市瀬谷区との市境となっている境川中流の右岸台地縁辺部に立地する、南北約100メートル、東西約150メートルほどの規模の中世城郭。1984年（昭和59年）～86（昭和61年）、1999年（平成11年）～2000年（平成12年）の発掘調査の結果、堀、土塁、虎口、土橋、土坑、井戸などの遺構や、輸入青磁や国産陶器、銭貨などの遺物が出土した。築城・廃城期は不明であったが、発掘調査によって14世紀末頃から15世紀中頃と、16世紀代の2時期の利用が考えられるという。享徳4年（1452年）という説もある。城主については『新編武蔵風土記稿』によれば、隣接する瀬谷の領主「山田伊賀守経光」とする説がある。
現在、城の西側が下水処理場になっている。また南西側は「城山史跡公園」となっている。